# مانويل دياز (دراج)
مانويل دياز (بالإسبانية: Manuel Díaz Cruz)‏ هو دراج مكسيكي، (ولد في ولاية أغواسكالينتس في المكسيك 1899  م).

## وصلات خارجية
- مانويل دياز على موقع أوليمبيديا (الإنجليزية)